# Grafo di de Bruijn

Grafo di de Bruijn (2, 3)

Un grafo di de Bruijn è un tipo di digrafo utilizzato nella teoria dei sistemi e in bioinformatica.
Scoperto in maniera indipendente da de Bruijn e Good, un grafo {\displaystyle dB(m,n)} è composto a partire da un alfabeto di cardinalità {\displaystyle m} e un numero intero {\displaystyle n}. Il grafo possiede {\displaystyle m^{n}} vertici che contengono tutte le sequenze di lunghezza {\displaystyle n} (denominate sequenze di de Bruijn).
Sia {\displaystyle S=\left\{s_{1},\ldots ,s_{m}\right\}} l'alfabeto di simboli e sia {\displaystyle S^{n}=V=\left\{(s_{1},\ldots ,s_{1}),(s_{1},\ldots ,s_{2}),\ldots ,(s_{m},\ldots ,s_{m})\right\}} il dizionario delle sequenze di de Bruijn di lunghezza {\displaystyle n}.
L'insieme degli archi del grafo di de Bruijn è definito da {\displaystyle E=\left\{\left((v_{1},v_{2},\ldots ,v_{m}),(v_{2},\ldots ,v_{m},s_{i})\right):i=1,\ldots ,m\right\}}.